# Meadow Lake, Saskatchewan
Meadow Lake är en ort i Kanada.   Den ligger i provinsen Saskatchewan, i den centrala delen av landet, 2 500 km väster om huvudstaden Ottawa. Meadow Lake ligger 480 meter över havet och antalet invånare är 4 281. Det finns en flygplats nära orten.
Terrängen runt Meadow Lake är mycket platt. Trakten runt Meadow Lake är nära nog obefolkad, med mindre än två invånare per kvadratkilometer..
Trakten runt Meadow Lake består till största delen av jordbruksmark.